# Örsundsbro
Örsundsbro är en tätort i Enköpings kommun i Uppland, vid riksväg 55 mellan Uppsala och Enköping, cirka 20 kilometer nordost om Enköping.
Orten delas av Örsundaån i en sydlig och en nordlig del. I ån går gränsen mellan Gryta och Fröslunda socknar, tillika gränsen mellan gamla Hagunda och Lagunda härader och före detta landskommuner. Örsundsbro är numera ett servicesamhälle. Varje höst sedan 1976 anordnas en stor marknad vid Mickelsmäss. År 2015 ändrades metoden för att avgränsa tätorter, varvid tätorten delades i två delar. Villaområdet Salnecke i norra delen av orten kom då att utgöra en egen tätort, Örsundsbro norra. En liten bit från Örsundsbro ligger Salnecke slott strax väster om Gryta kyrka i Gryta socken.

## Historik
Trakten kan beskrivas som ett odlingslandskap omslutet av löv- och barrskog. Man tror att bron över Örsundaån funnits ända sedan 1050. På 1800-talet rensades Örsundaån upp till Alstasjön för en farled som planerades ända till Västmanland (vilket inte blev av). Örsundsbro fick då regelbundna turer med ångbåt till Uppsala och Stockholm. Då anlades även en svängbro. 1941 svetsades bron igen. Järnvägsbron, som låg nedströms vägbron, förblev dock öppningsbar till 1960-talet. Som mest trafikerad var Örsundaån i början av 1900-talet, med betydande trafik. Numera har Örsundsbro bara fritidsbåtar samt en gästhamn.
Uppsala-Enköpings Järnväg drogs genom Örsundsbro år 1911 och tågen stannade vid Örsundsbro järnvägsstation, som öppnade den 14 maj 1912. Järnvägen och stationen lades ned den 11 juni 1979.
Det första kooperativa företaget i Sverige startade 1850 i Örsundsbro. Idéerna kom från England, där föreningen i Rochdale hade inlett sin verksamhet 1844. Den kooperativa utvecklingen i Sverige tog fart i slutet av 1800-talet. Kooperativa Förbundet (KF) bildades 1899.
En kommunal badplats, Alstabadet, ligger några kilometer från Örsundsbro. Badet har stor gräsyta, bryggor och omklädningshytter. Vid idrottsplatsen Åvallen vid Idrottsvägen i Örsundsbro finns tre gräsplaner, en som är 65 gånger 105 meter och två som är 45 gånger 65 meter. I anslutning till Åvallen finns Örsundsbro Sporthall, där all inomhusidrott bedrivs. I hallen finns en läktare för cirka 200 personer. Inne i samhället finns handelsmuseet Kappen, den gamla biografen och ett snickerimuseum. På landsbygden runt omkring finns flera kulturella byggnader bevarade, bland annat Kvekgården från 1700-talet. Vidare finns här Lagunda skolmuseum (Nysätra skolmuseum), som ligger nära Nysätra kyrka, flera slott och tio medeltida kyrkor. I norra delen av bygden finns fornlämningar som visar på att människor bott här sedan stenåldern.
Fjärdhundraland är ett geografiskt landsbygdsturistområde i området mellan Västerås, Enköping, Stockholm, Uppsala och Sala. Fjädrundaland är även en ekonomisk förening, som bildades i Fjärdhundra år 2011. Föreningen tog sitt namn från det medeltida folklandet Fjädrundaland.

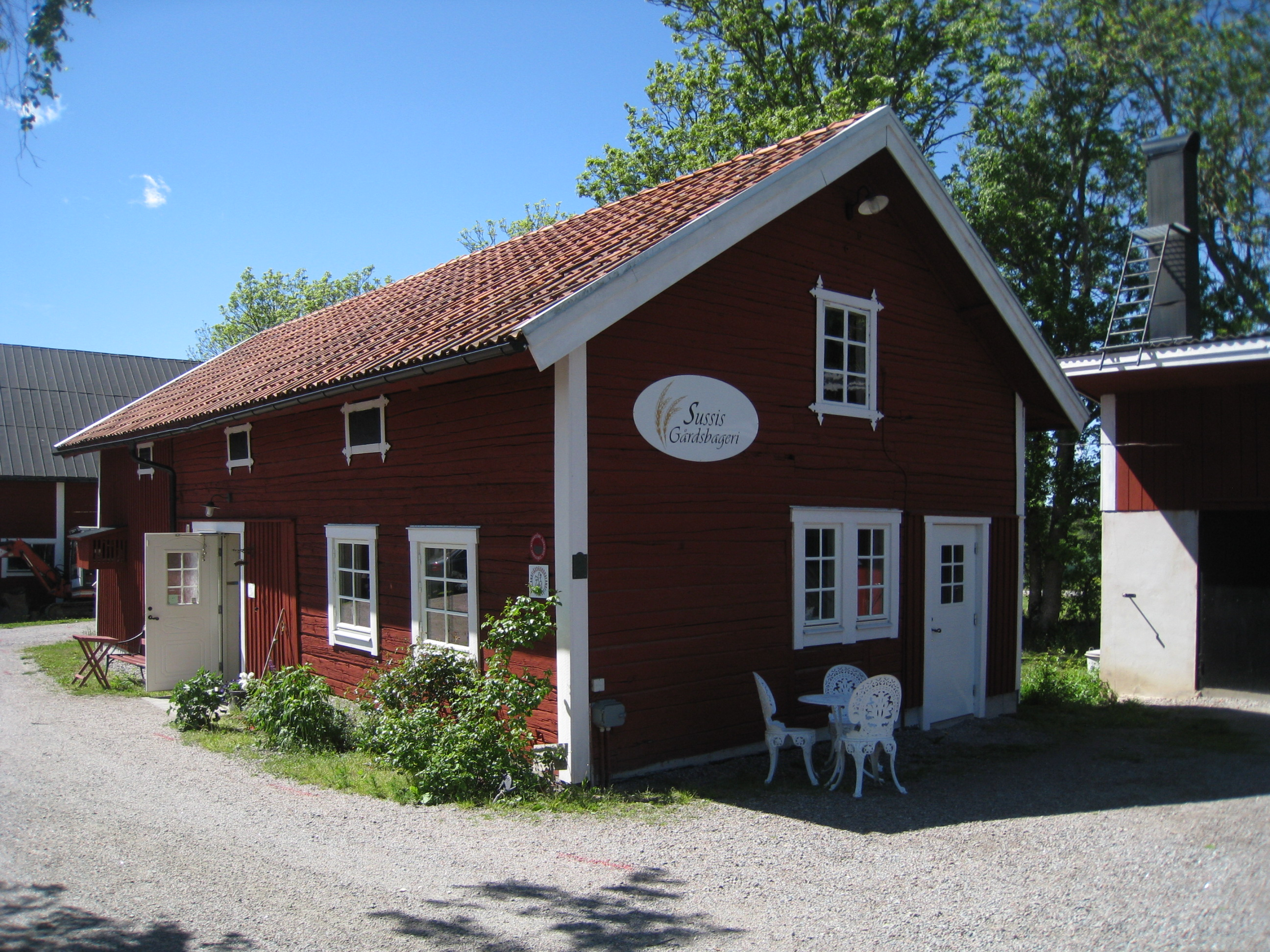
Sussis gårdsbageri, Örsundsbro. Bageriet ligger i ett gammalt magasin på gården i Bälsunda mellan Örsundsbro och Bålsta.
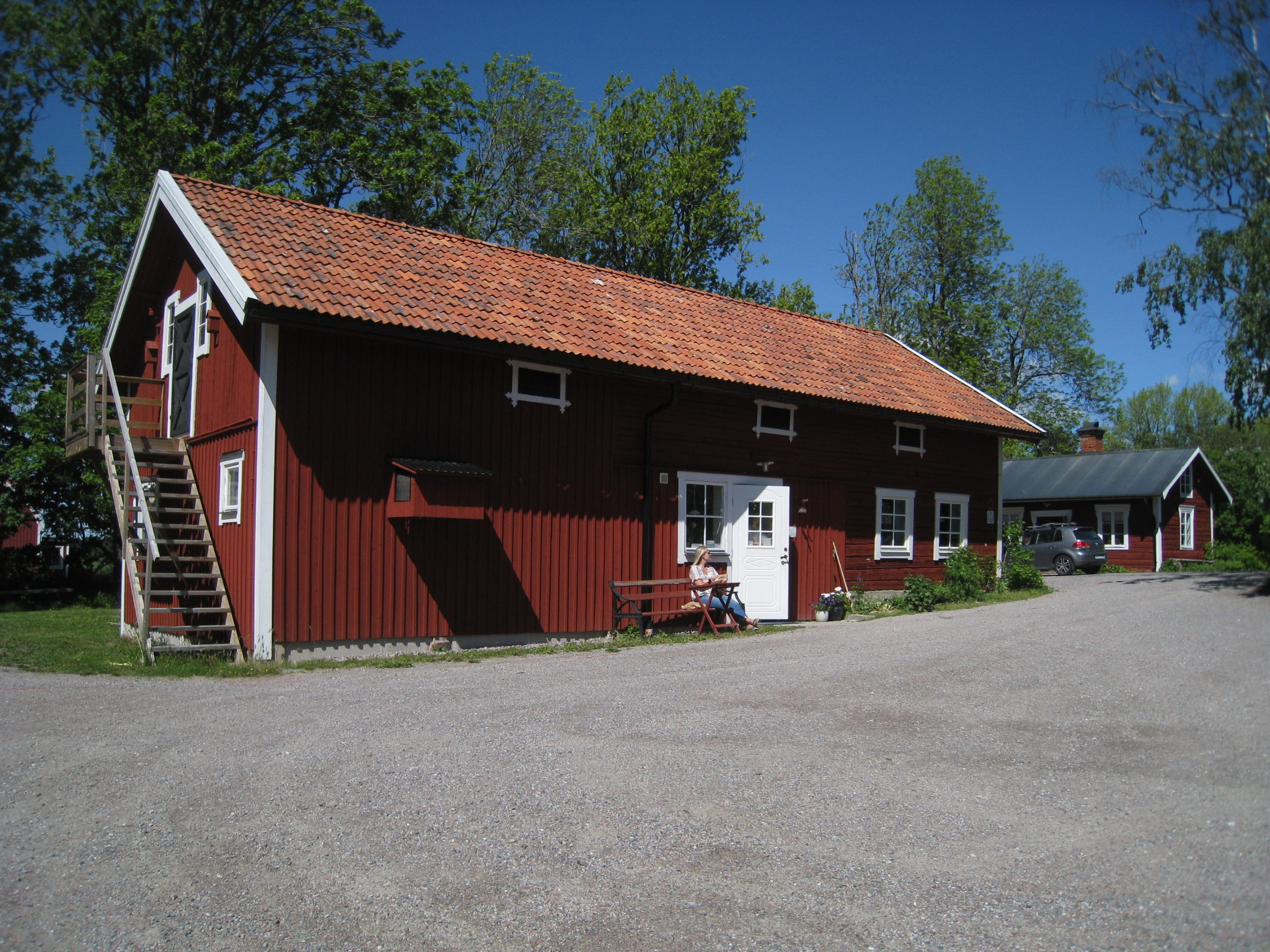
Sussis gårdsbageri, Örsundsbro.
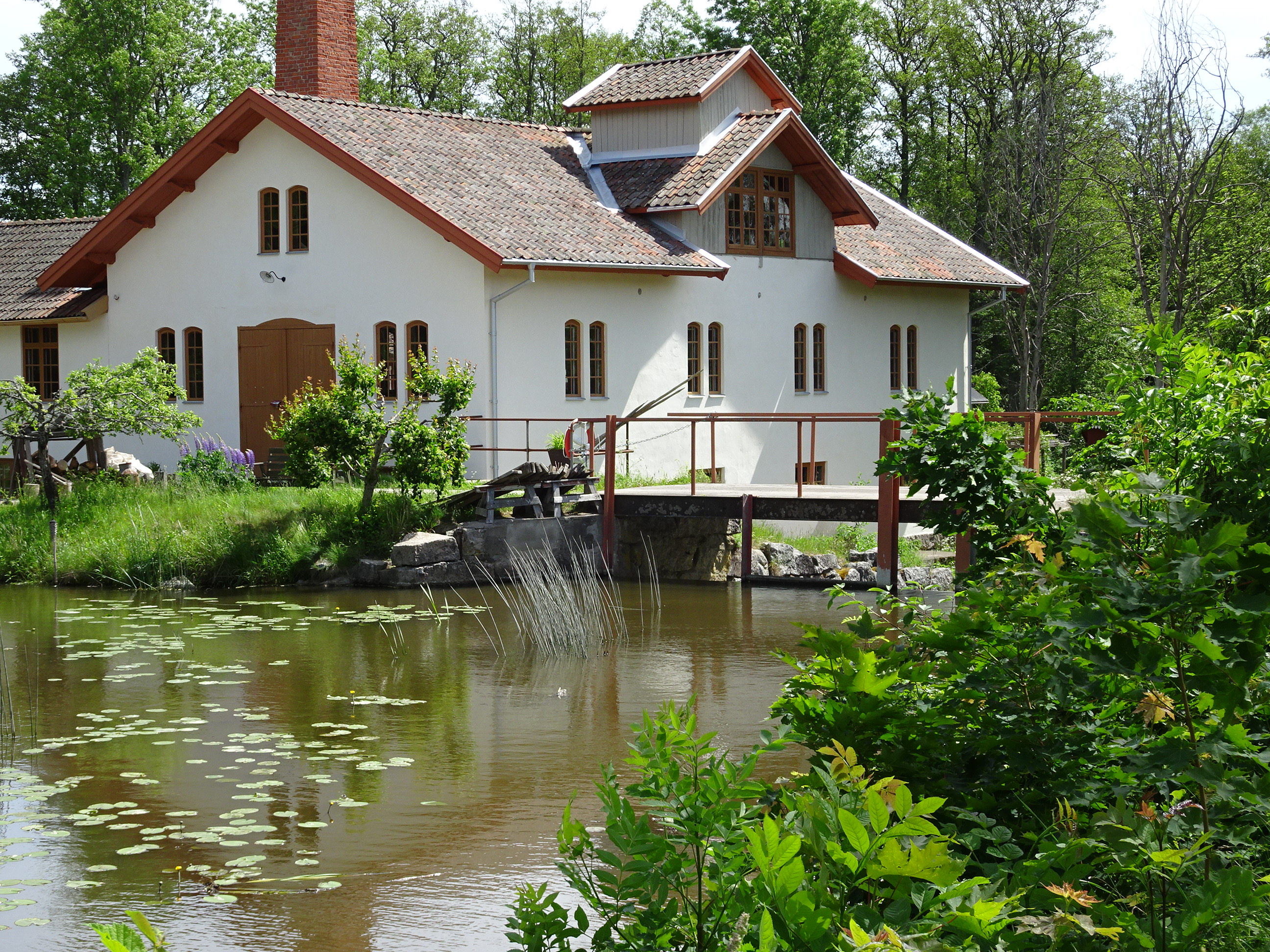
Örsundaån vid Forsby. Forsby Kvarn Kafé, Simtuna Forsby, nära Heby.
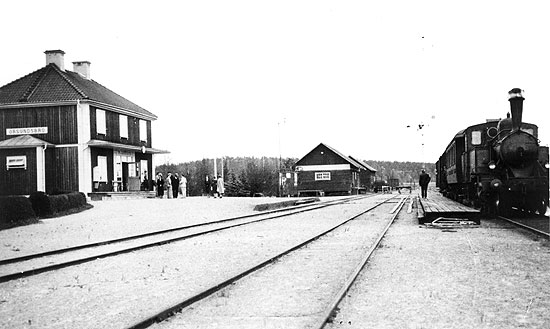
Örsundsbro järnvägsstation 1937.
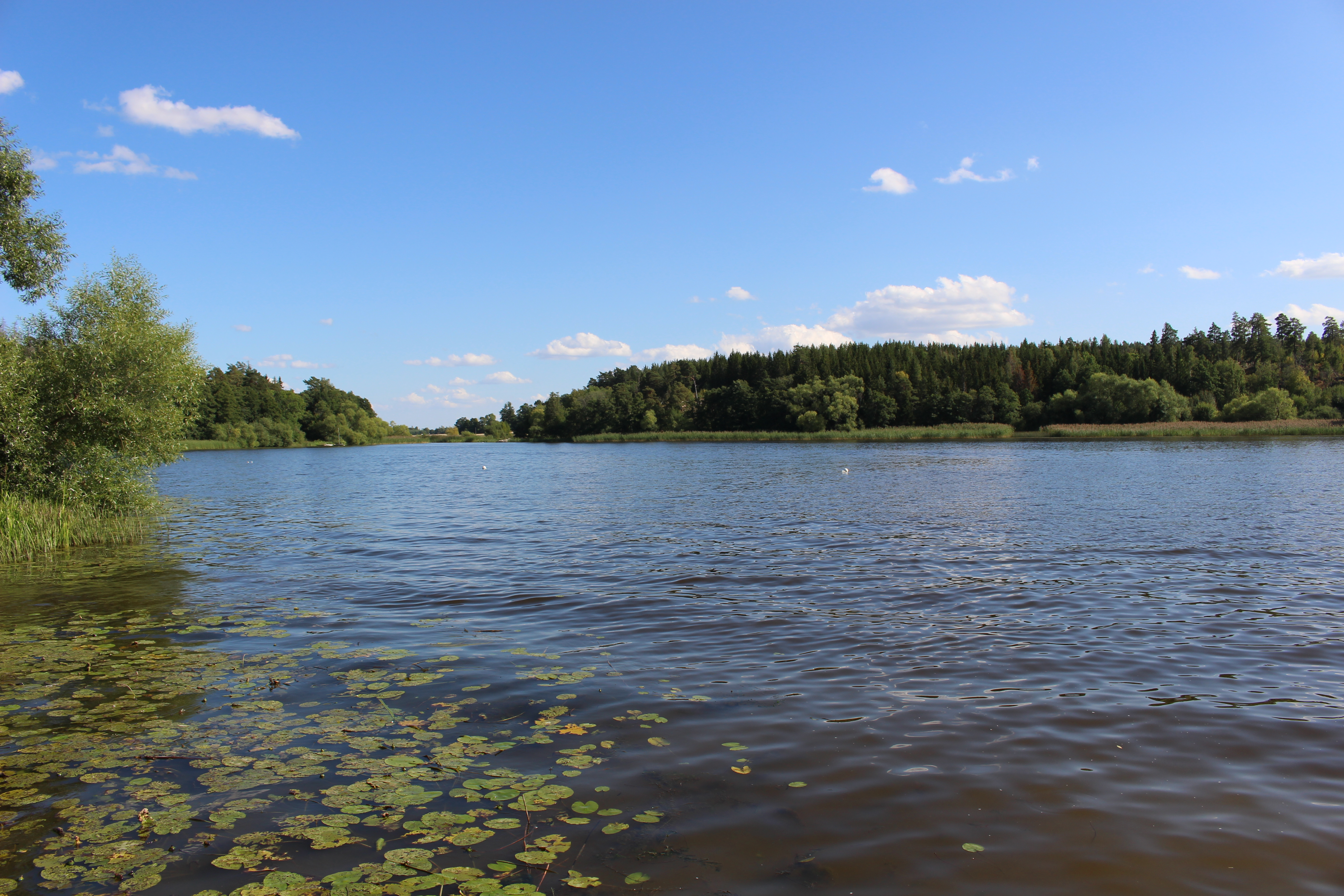
Alsta sjö, vy mot sydost från Alstabadet.
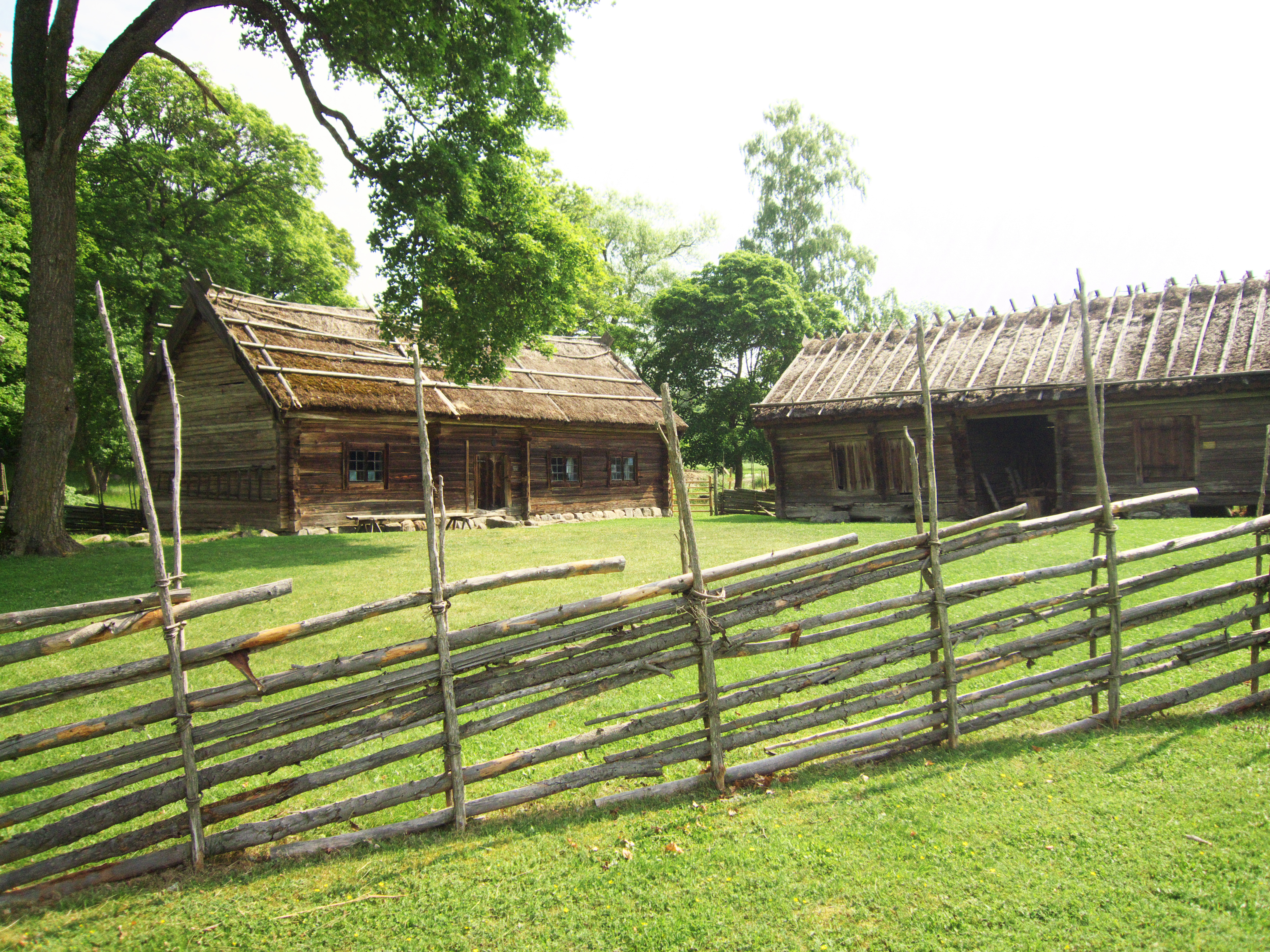
Kvekgården i Fröslunda socken, byggnadsminne och friluftsmuseum.
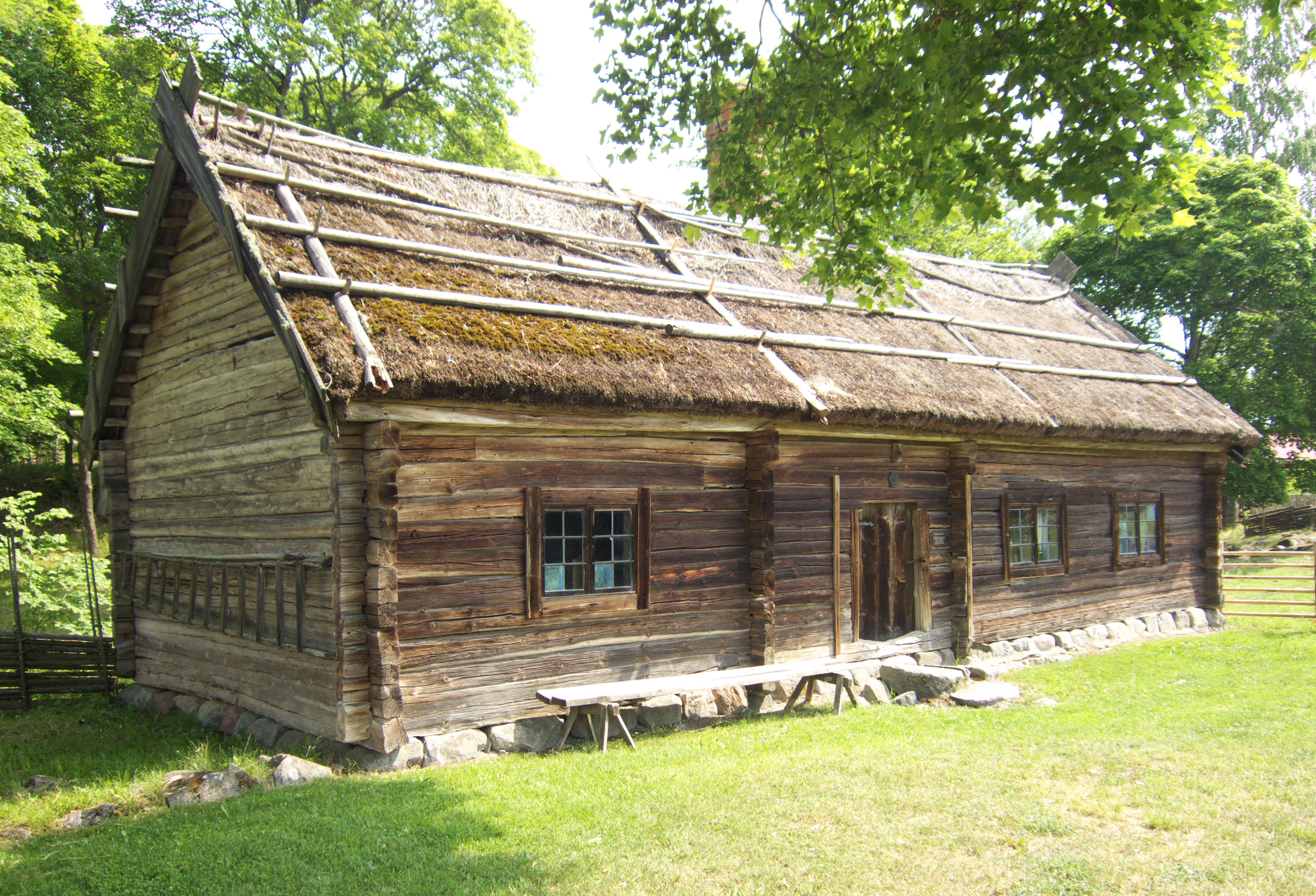
Kvekgårdens mangårdsbyggnad i Fröslunda socken.
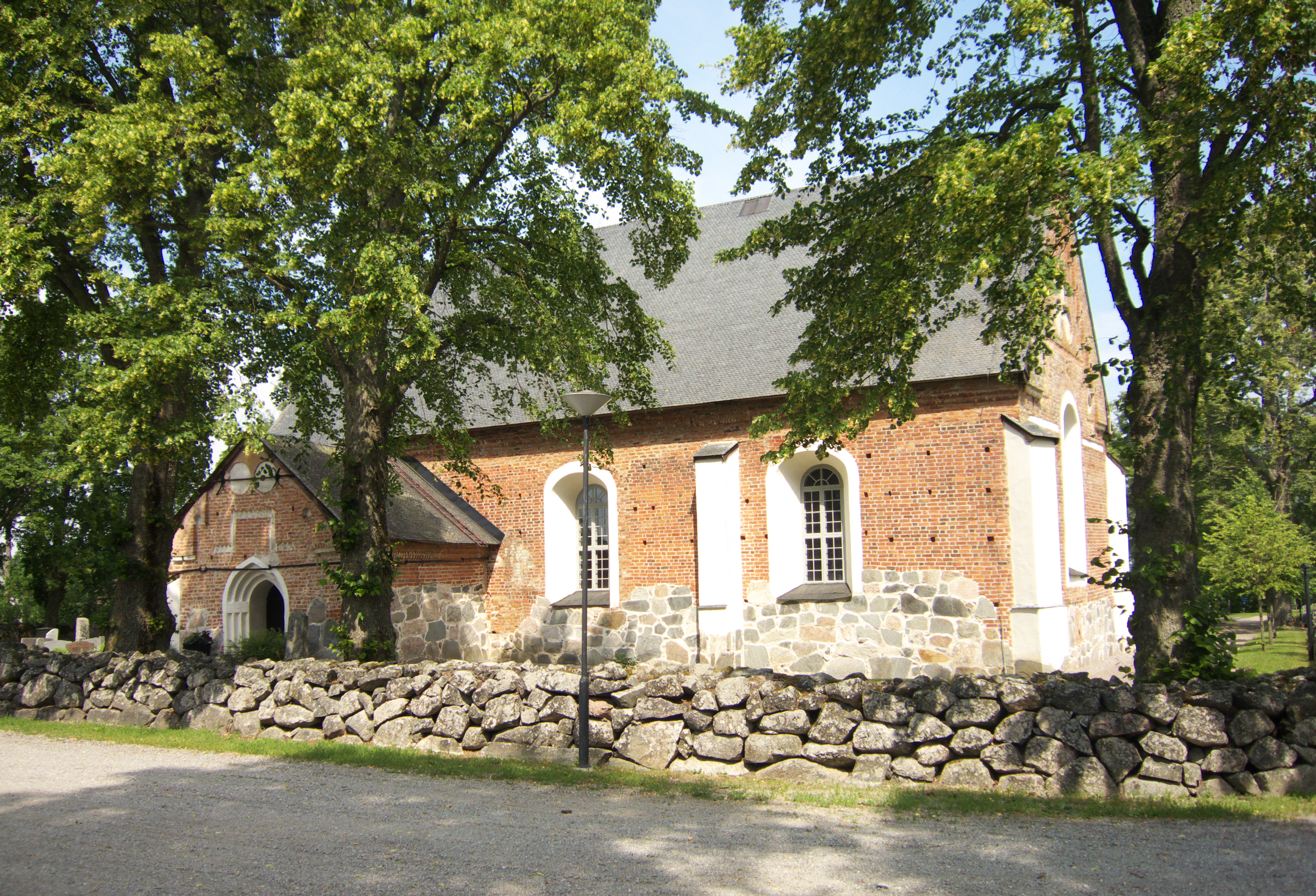
Nysätra kyrka, Lagunda församling. Kyrkan ligger i norra kanten av Örsundaåns dalgång.
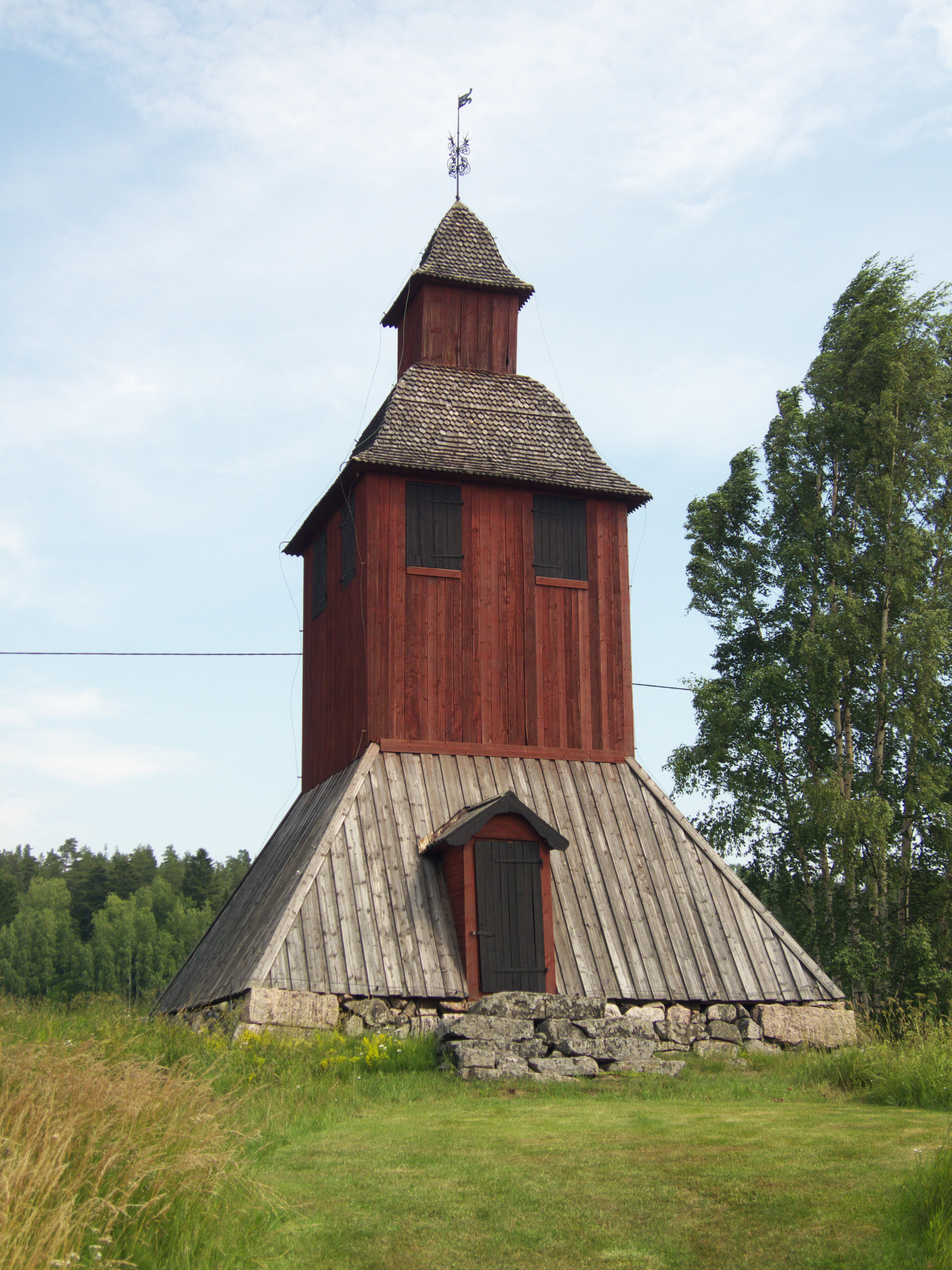
Klockstapeln från 1700-talet vid Nysätra kyrka.

## Befolkningsutveckling
| Befolkningsutvecklingen i Örsundsbro 1950–2020            | Befolkningsutvecklingen i Örsundsbro 1950–2020 | Befolkningsutvecklingen i Örsundsbro 1950–2020 | Befolkningsutvecklingen i Örsundsbro 1950–2020 | Befolkningsutvecklingen i Örsundsbro 1950–2020 |
| --------------------------------------------------------- | ---------------------------------------------- | ---------------------------------------------- | ---------------------------------------------- | ---------------------------------------------- |
|                                                           |                                                |                                                |                                                |                                                |
| År                                                        |                                                |                                                | Folkmängd                                      | Areal (ha)                                     |
| 1950                                                      | 1950                                           |                                                | 316                                            |                                                |
| 1960                                                      | 1960                                           |                                                | 451                                            |                                                |
| 1965                                                      | 1965                                           |                                                | 604                                            |                                                |
| 1970                                                      | 1970                                           |                                                | 663                                            |                                                |
| 1975                                                      | 1975                                           |                                                | 934                                            |                                                |
| 1980                                                      | 1980                                           |                                                | 1 154                                          |                                                |
| 1990                                                      | 1990                                           |                                                | 1 619                                          | 157                                            |
| 1995                                                      | 1995                                           |                                                | 1 813                                          | 159                                            |
| 2000                                                      | 2000                                           |                                                | 1 777                                          | 160                                            |
| 2005                                                      | 2005                                           |                                                | 1 773                                          | 160                                            |
| 2010                                                      | 2010                                           |                                                | 1 813                                          | 165                                            |
| 2015                                                      | 2015                                           |                                                | 1 302                                          | 136                                            |
| 2020                                                      | 2020                                           |                                                | 1 422                                          | 140                                            |
| Anm.: Örsundsbro norra bröts ut 2015 till separat tätort. |                                                |                                                |                                                |                                                |

## Samhället

### Bankväsende
Lagunda och Hagunda häraders sparbank grundades 1853, ursprungligen i Säva men senare med adress Örsundsbro. Sparbanken upphörde 1910 och verksamheten övertogs av Uplands enskilda bank som därefter fanns kvar på orten under resten av bankens historia. Kontoret drogs in av Nordbanken på 1990-talet. Orten fick med tiden ett nytt sparbankskontor genom att Sparbanken i Enköping. Detta lades ner år 2002.

## Föreningar

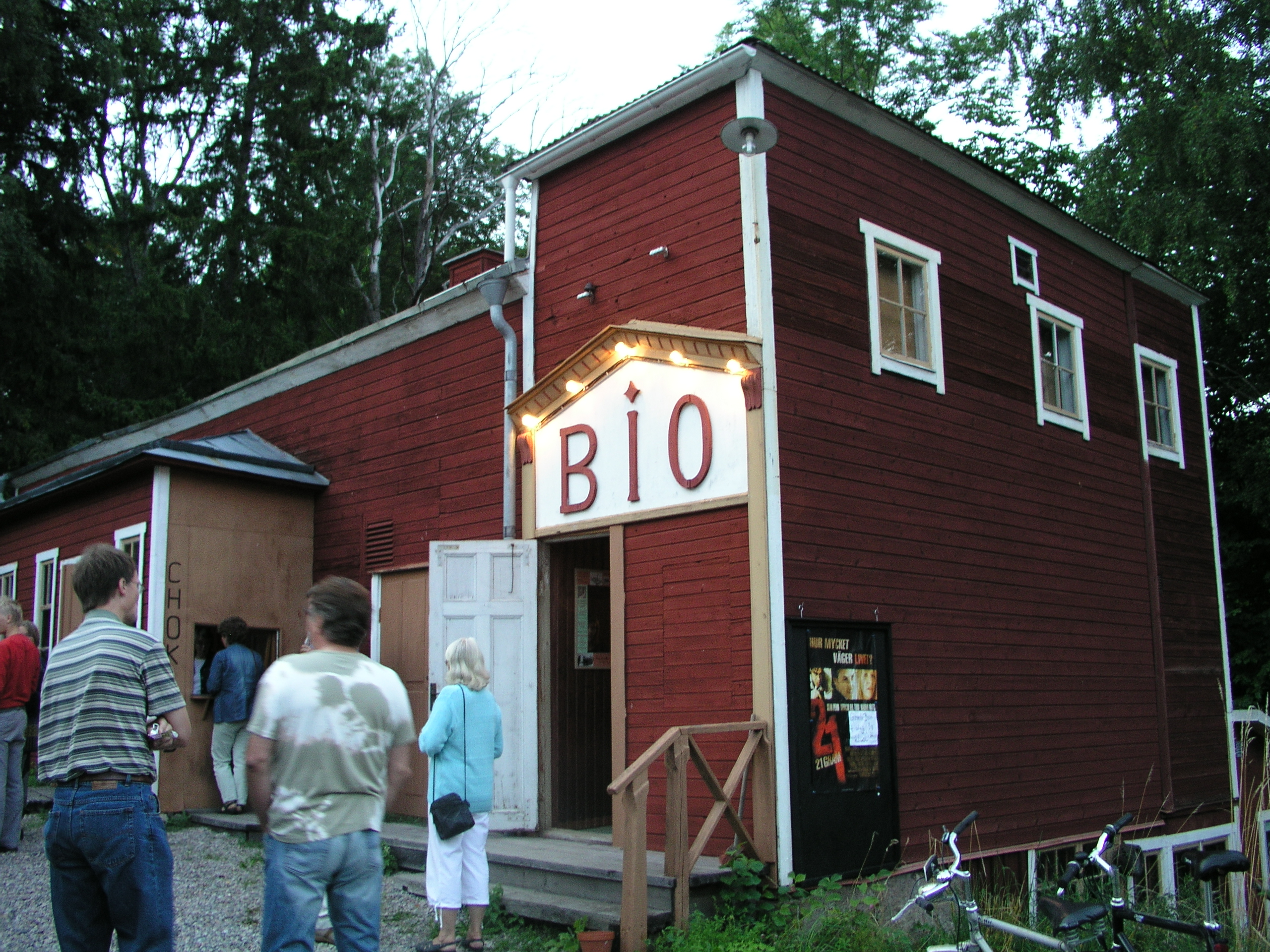
Den gamla biografen i Örsundsbro.

Biografen i Örsundsbro invigdes 1925 och har efter uppehåll restaurerats med bidrag från Anders Wall. 2002 var bion värd för en del av Uppsala Internationella Kortfilmfestival Lagunda Hembygdsförening i Örsundsbro är en av Upplands största hembygdsföreningar med mycket aktiviteter.
Under 1980-talet hade Örsundsbro en styrkelyftsklubb på elitnivå. Bland andra Thomas Göthe Sjöström tävlade för klubben.
I Örsundsbro ligger schackföreningen SK 33 som har fostrat några av Sveriges bästa ungdomsspelare i schack, till exempel Carl Eidenert (vinnare i Skol-SM 2004, 2005 och 2006) och Mathias Bjerkliden (2:a i Skol-SM 2005, 2006 och 2008).